# Eddy Planckaert
Eddy Martin Willy Planckaert (Nevele, 22 september 1958) is een voormalig Belgisch wielrenner afkomstig uit een wielerfamilie.

## Biografie

### Persoonlijk
Zijn twee oudere broers Willy en Walter waren vroeger ook profwielrenner. Ook zijn neef Jo Planckaert, zoon van Willy, was profrenner. Zijn oudste zoon Francesco probeerde eveneens als profrenner door te breken, maar kon de behaalde successen in zijn jeugd geen verder vervolg geven en stopte in 2006. Eddy en zijn vrouw Christa Hautekeete hebben drie kinderen.

### Loopbaan
Eddy Planckaert was een krachtige renner met veel snelheid en had dus een sterke eindsprint. Hij reed in zijn carrière achtereenvolgens bij Mini Flat - Vermeer Thijs (de ploeg van Roger Swerts), Splendor (de ploeg van Albert "Berten" De Kimpe), Panasonic (de ploeg van Peter Post), AD Renting (de ploeg van José De Cauwer) en opnieuw bij Panasonic. Tot zijn grootste successen behoorden twee zeges in de Omloop Het Volk, de Brabantse Pijl, Ronde van Vlaanderen en Parijs-Roubaix. Verder won Planckaert enkele etappes in de Tour de France, Vuelta en in de Giro d'Italia. Ook veroverde Planckaert nog eens de groene trui in de Ronde van Frankrijk.
Een van Planckaerts grootste overwinningen was Parijs-Roubaix in 1990 waar hij in het velodroom in Roubaix Steve Bauer met een banddikte klopte. In 1988 kwam hij ook als eerste aan in Dwars door België, maar die overwinning moest hij zes maanden later inleveren na een positieve test op het verboden middel codeïne, een test die volgens zijn ploegarts te wijten was aan twee "antigrippines" die Planckaert te goeder trouw innam.
Na zijn carrière nam Planckaert een houtzagerij in Litouwen over. Hij liet dit bedrijf echter na een tijd achter en begon opnieuw in Polen, maar ging daar na een jaar failliet. Uiteindelijk keerde hij terug naar België en kwam daar opnieuw in beeld door de realitysoap De Planckaerts. Hierin wordt het gezin van Planckaert gevolgd, dat in een huisje in de bossen in de Ardennen woont. In 2004 verschijnt er bij uitgeverij Van Halewyck een stripreeks rond Eddy en zijn familie, getekend en geschreven door De Marck en Dewulf. Er verschijnen uiteindelijk maar twee albums.
In 2007 werd Planckaert ploegleider bij de Belgische ploeg Jartazi. In 2009 werkte hij mee aan het televisieprogramma M!LF op de commerciële zender 2BE. Hij won de finale van een wedstrijd voor BV's voor het peterschap van het programma, waarin hij Tom Waes versloeg. Van 2013 tot 2015 was Planckaert tijdens de Tour de France dagelijks vaste gast in het Nederlandse praatprogramma Tour du Jour.
Op 25 september 2015 vestigde hij het werelduurrecord op een houten fiets in Rochefort. Hij fietste 11 kilometer, 932 meter en 94 centimeter. Dit record is echter niet erkend door de UCI.
In september 2020 kwam er een nieuw realityprogramma op televisiezender Eén waarin de hele familie Planckaert een kasteel in Frankrijk verbouwt om er een chambre d'hôtes in te maken: Château Planckaert. De naam van het kasteel is Kasteel van Neureux en is gelegen in Lurcy-Lévis.

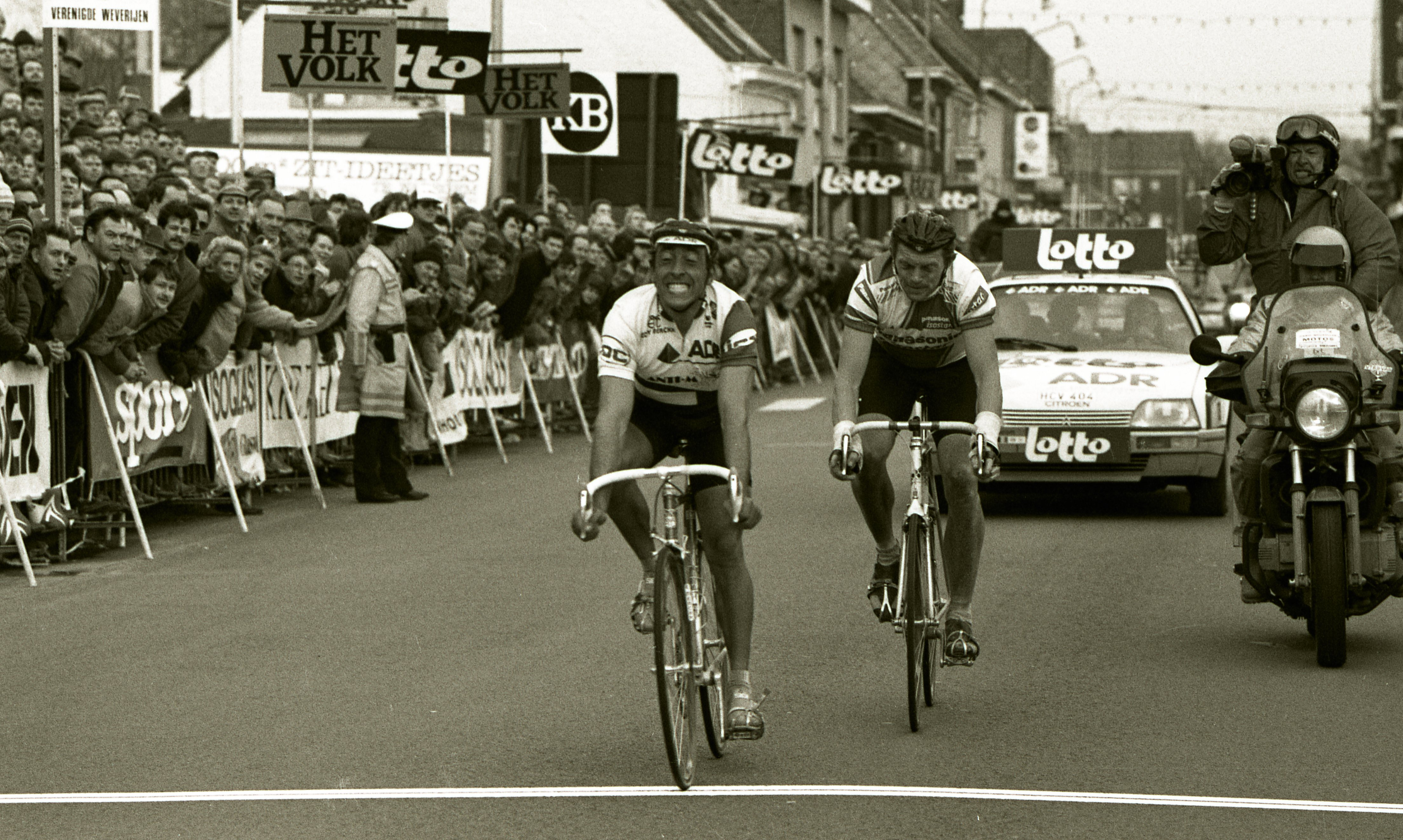
Eddy Planckaert komt als eerste aan tijdens Dwars door België 1988 (fotograaf: Maurice Terryn - KOERS. Museum van de Wielersport)

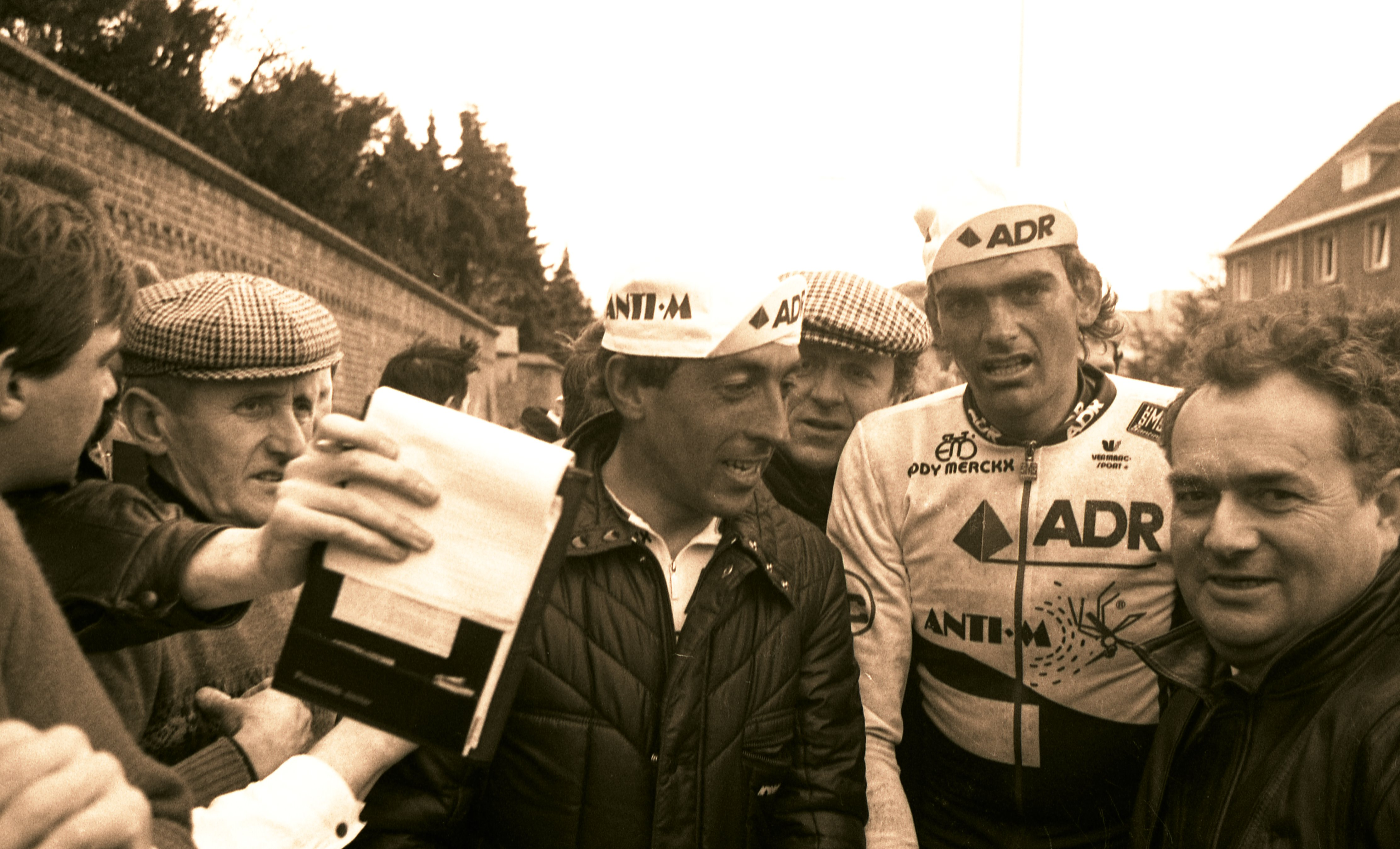
Na afloop van Dwars door België (1988) bedankt Eddy Planckaert Fons De Wolf (fotograaf: Maurice Terryn - collectie KOERS. Museum van de Wielersport)

## Belangrijkste overwinningen
1974
- Belgisch kampioen op de weg, Nieuwelingen

1975
- Belgisch kampioen op de weg, Nieuwelingen

1977
- Belgisch kampioen op de weg, Junioren

1978
- Vlaamse Pijl

1979
- Vlaamse Pijl

1981
- Omloop Mandel-Leie-Schelde
- 2e etappe Driedaagse van De Panne
- 14e etappe Ronde van Frankrijk

1982
- GP Briek Schotte
- 2e etappe Driedaagse van De Panne
- 1e (deel A en B), 2e, 3e en 12e etappe Ronde van Spanje

1983
- Brabantse Pijl
- Brussel-Ingooigem
- 1e etappe Parijs-Nice

1984
- GP La Marseillaise
- 8e etappe (deel B) Ronde van Zwitserland
- 1e, 2e (deel A) en 3e (deel B) etappe Ster van Bessèges
- Eindklassement Ster van Bessèges
- 2e en 4e (deel A en B) etappe Ronde van de Middellandse Zee
- Omloop Het Volk
- 1e en 5e etappe Parijs-Nice
- 2e en 4e (deel A en B) etappe Ronde van België
- Eindklassement Ronde van België

1985
- Dwars door Vlaanderen
- 2e etappe Ronde van Nederland
- Omloop Het Volk
- 1e en 3e etappe Parijs-Nice
- 2e etappe Driedaagse van De Panne
- 4e etappe Ronde van België
- 1e en 4e etappe Ronde van Spanje

1986
- GP La Marseillaise
- 1e etappe Ster van Bessèges
- 3e etappe Driedaagse van De Panne
- 1e etappe Ronde van België
- 8e etappe Ronde van Frankrijk
- 3e en 7e etappe Ronde van Spanje

1987
- E3 Harelbeke
- 2e en 3e etappe Ronde van de Middellandse Zee
- 2e etappe Parijs-Nice
- 5e etappe Ronde van Italië

1988
- Ronde van Vlaanderen
- Puntenklassement Ronde van Frankrijk

1989
- E3 Harelbeke
- Omloop Mandel-Leie Schelde
- 5e etappe Ronde van Spanje

1990
- Parijs-Roubaix
- 7e etappe Tirreno-Adriatico

## Resultaten in voornaamste wedstrijden
| Jaar | Ronde van Italië | Ronde van Frankrijk | Ronde van Spanje |
| ---- | ---------------- | ------------------- | ---------------- |
| 1981 |                  | opgave (1)          |                  |
| 1982 |                  | opgave              | opgave (5)       |
| 1983 |                  |                     |                  |
| 1984 |                  | opgave              |                  |
| 1985 |                  |                     | opgave (2)       |
| 1986 |                  | opgave (1)          | opgave (2)       |
| 1987 | 117e (1)         |                     |                  |
| 1988 |                  | 115e                |                  |
| 1989 |                  | opgave              | 95e (1)          |
| 1990 |                  | opgave              |                  |
| 1991 |                  |                     |                  |

| Jaar | Milaan-San Remo | Gent-Wevelgem | Ronde van Vlaanderen | Parijs-Roubaix | Amstel Gold Race | E3 Harelbeke | Omloop Het Nieuwsblad | Brabantse Pijl |  | WK op de weg |  | Wereldranglijsten |
| ---- | --------------- | ------------- | -------------------- | -------------- | ---------------- | ------------ | --------------------- | -------------- |  | ------------ |  | ----------------- |
| 1981 | 20e             | 17e           |                      | 13e            |                  | 9e           |                       |                |  |              |  |                   |
| 1982 | 18e             | 4e            | ↑                    | 5e             |                  | 7e           | 5e                    | Zilver         |  |              |  | 18e (SPP)         |
| 1983 |                 | 13e           |                      | 9e             | 13e              |              |                       | Goud           |  |              |  |                   |
| 1984 | 7e              | 6e            | 21e                  |                |                  | ↑            | Goud                  |                |  |              |  | 24e (SPP)         |
| 1985 |                 | 44e           | 11e                  | 6e             |                  | ↑            | Goud                  |                |  |              |  | 23e (SPP)         |
| 1986 |                 | 9e            | 36e                  | 28e            |                  |              |                       | Zilver         |  |              |  |                   |
| 1987 |                 | 42e           |                      | 16e            | 7e               | ↑            | 7e                    |                |  |              |  |                   |
| 1988 | 45e             | 10e           | ↑                    | 15e            | 12e              | ↑            |                       |                |  | 13e          |  | 25e (UWB)         |
| 1989 | 18e             | 45e           |                      | 5e             | 9e               | ↑            | 15e                   |                |  |              |  | 37e (UWB)         |
| 1990 |                 | 54e           | 48e                  | ↑              | 82e              |              | 5e                    |                |  |              |  |                   |
| 1991 | 5e              | 111e          |                      | 50e            |                  | 7e           |                       |                |  |              |  |                   |